# Fusispermum minutiflorum
Fusispermum minutiflorum là một loài thực vật có hoa trong họ Hoa tím. Loài này được Cuatrec. mô tả khoa học đầu tiên năm 1950.